# Sept savoirs nécessaires à l'éducation du futur

Les Sept savoirs nécessaires à l’éducation du futur est un livre d'Edgar Morin dans lequel l'auteur propose, à  l'invitation de l'UNESCO, les modifications qu'il juge nécessaire dans l'enseignement afin qu'il soit mieux adapté à la complexité du monde moderne. 
Edgar Morin, dans son avant-propos, classe cet opus comme l'ultime d'une trilogie : 
- La tête bien faite. Repenser la réforme et réformer la pensée, 1999[3],
- Relier les connaissances, 1999[4],
- Sept savoirs nécessaires à l'éducation du futur, 2000.

## Propos de l'essai
Edgar Morin propose une approche transdisciplinaire indispensable si l'on veut aider les élèves à saisir les problèmes contemporains dans toute leur globalité et leur complexité. L'enseignement actuel, comme la modernité, tendent à parcelliser et à compartimenter les savoirs, ainsi qu'à autonomiser les techniques à l'égard des préoccupations existentielles et humaines. 
Edgar Morin préconise au contraire de relier des savoirs dispersés dans chaque discipline (son concept de reliance) pour « enseigner la condition humaine et l'identité terrienne », ce qui aurait également pour avantage de développer chez l'élève les facultés de compréhension d'autrui. Plutôt que de réduire l'éducation à la transmission de connaissances établies, dans une conception souvent déterministe de l'évolution des sociétés, il juge préférable d'expliquer ce qu'il appelle « l'écologie de l'action », « le mode de production des savoirs », ou encore la « connaissance de la connaissance ». 
S'appuyant sur une vision cosmique de l'aventure humaine, où création et hasard jouent un rôle essentiel, il propose une philosophie complexe de la « condition humaine » qui devrait servir de fondement à l'identité terrienne de l'Humanité. Cette identité intègre des préoccupations écologiques et humanistes. 
Par cet opus signé de sa main, après avoir été soumis et amendé par des personnalités universitaires et des fonctionnaires internationaux, Edgar Morin envisage un projet de fondement philosophique et pédagogique de l'enseignement à l'échelle mondiale. Ce livre ne traite pas de l'ensemble des matières qui sont, ou devraient être enseignées, mais il expose les sept savoirs fondamentaux, d'autant plus nécessaires à enseigner qu'ils demeurent totalement ignorés ou oubliés.

## Contenu du livre
Les sept chapitres sont :
1. Les cécités de la connaissance : l'erreur et l'illusion ;
2. Les principes d'une connaissance pertinente ;
3. Enseigner la condition humaine ;
4. Enseigner l'identité terrienne ;
5. Affronter les incertitudes ;
6. Enseigner la compréhension ;
7. L'éthique du genre humain.